# FANTA (バンド)
FANTA（ファンタ）は、日本コカ・コーラの炭酸飲料「ファンタ」のテレビCMのイメージキャラクターとして結成されたロック・バンドユニット。

## 来歴・メンバー
2010年3月に結成。
メンバーは、それぞれFANTAの頭文字を取った下記の５人。
- F=Friedman（マーティ・フリードマン）ギター「夏の野外フェスに出る」
- A=Ayanocozey（綾小路翔）リード・セクシー・ベーシスト「武道館30日間連続ギグを目指す」
- N=Nana（谷村奈南）ヴォーカル「オリコン1位を目指す」
- T=Takamiy（高見沢俊彦）バンドリーダー／リードギター「紅白出場を目指す」
- A=Akebono（曙太郎）ドラム&ボディーガード「本気のドラムデビューする」

メンバーの生年を元号で換算すると、昭和20年代から60年代まで各1人ずつ存在する。
2011年2月15日、リーダー・高見沢俊彦から曙太郎の解任が発表された。同3月15日に開催されたイベントでくいだおれ太郎が新メンバーとなることが発表された。
2012年2月、解散を発表した。

## 楽曲
- Fantastic Love（2011年7月20日、音楽配信）
  - 日本コカ・コーラ「ファンタ」CMソング

## CM
- メンバーの詳細を敢えて曖昧に描写したCM第1弾「FANTA 控え室」篇が、2010年2月（後半）からオンエア。
- 追って、メンバーを明らかにした「FANTA 登場」篇が2010年3月11日からオンエアされた。
- 第3弾「サンキュー」篇が2010年3月31日からオンエア。
- 第4弾「葡萄感(ぶどうかん)」篇が2010年5月26日からオンエア。

## 6人目のメンバー募集
「FANTA」では6人目のメンバーを募集中。サンプル動画を参考に、自分のキャッチコピーとアピール写真を投稿。優秀作品はTVCMの動画に組み込んだ上、YouTube上にアップ。さらに、優秀作品に選出された中から抽選で50人に「FANTA」サイン入りTシャツがプレゼントされる。

## 漫画版
2010年3月から週刊少年マガジン及び、漫画のネット配信サイト「講談社コミックプラス」で、『最強!FANTAバンド伝説』が月一連載されている。作者は野中英次と亜桜まる（野中が男性4人、亜桜は協力者名義で谷村を担当）。